# Athrwys ap Meurig
Athrwys ap Meurig (c. 605–655) fue un príncipe, y posiblemente rey, de Gwent y Glywising en Gales. Era el hijo del rey Meurig ap Tewdrig y el padre del rey posterior Morgan ab Athrwys . Es posible que muriera antes que su padre Meurig y no viviera para gobernar como rey.

## Historia
El nombre de Athrwys se deletrea de diversas maneras. Se deletrea Atroys en las genealogías arlenas galesas del siglo X y Andrus a principios de la vida latina medieval de Saint Cadoc ; También tenga en cuenta a Andrés [nosotros] hijo de Morcant [nosotros] en la misma sección de la vida del santo, todo derivado de una ortografía antigua del antiguo galés * Antres . 
Era hijo de Meurig ap Tewdrig , un rey de Gwent y Glywysing en el sur de Gales.  Su madre era Onbrawst, hija de Gwrgan Fawr , rey de Ergyng . Sus hermanos fueron Idnerth y Ffriog.  Su esposa pudo haber sido Cenedlon ferch Briafael Frydig; Sus hijos incluyeron a Morgan ab Athrwys , más tarde rey de Gwent, así como a Ithel y Gwaidnerth.  Mientras que el padre de Athrwys, Meurig, y su hijo Morgan son nombrados reyes en el Libro de Llandaff, Athrwys nunca lo es. Wendy DaviesLlegó a la conclusión de que Athrwys había fallecido antes que su padre y, por lo tanto, nunca gobernó como rey, y cuando Meurig murió después de un largo reinado, la realeza pasó a Morgan. Davies sugiere que Athrwys vivió entre aproximadamente 605–655. 
Su hijo era Morgan ab Athrwys o Morgan Mwynfawr 'Morgan the Benefactor' en idioma galés . Morgan era el rey de Morgannwg , o Gwent y Glywysing, que llegaba al oeste hasta el río Towy y que abarcaba tierras más allá del río Wye , en el antiguo Reino de Ergyng , South Herefordshire.

## Conexión artúrica
Algunos escritores han identificado a Athrwys ap Meurig como una posible base histórica para el Rey Arturo . Esta identificación se encuentra al menos ya en la Historia general de Inglaterra de Thomas Carte , escrita en 1747. Más tarde fue presentada y popularizada por William Owen Pughe en 1803. La teoría posteriormente ganó más popularidad durante el siglo XIX.
- Datos: Q3404177